# Gan (peuple)
Pour les articles homonymes, voir Gan.
Les Gan sont une population d'Afrique de l'Ouest vivant dans la région Sud-Ouest du Burkina Faso, près de Gaoua. Ils sont proches des Lobi.

## Ethnonymie
Selon les sources et le contexte, on observe de multiples formes : Gaãn, Gane, Gans, Gã, Gãs, Gian, Kãaba, Kaamba, Kaan, Kaansa, Kaanse, Kaa,  
Kãase, Kamba, Kambas, Kambe, Kan.
Eux-mêmes se nomment « Kan » (Kamba au pluriel).

## Langue
Leur langue est le kaansa, une langue gur dont le nombre de locuteurs était estimé à 6 000 en 1990.

### Discographie
- Burkina Faso : anthologie de la musique Gan, Buda Musique, Paris, s. d., 2 CD (71 min 35 s + 73 min 08 s) - Enregistrements Patrick Kersalé.
- Burkina Faso : Bisa, Gan, Lobi, Mossi, collecteur Feu Charles Duvelle, Universal Division Mercury, Antony, 1999, 47 min 13 s (DDD + brochure)
- Burkina Faso : harpes du soir [harpe arquée des peuples Bwa, Dyan, Gan, Lobi et Pougouli], collecteur Patrick Kersalé, VDE-Gallo, Lausanne, 2000 (enreg. 1994-1999), 1 h 04 min (DDD + brochure). Enregistrements Patrick Kersalé.

### Filmographie
- Le royaume qui chante, film documentaire de Patrick Kersalé, Éditions musicales Lugdivine, Lyon, 2005, 1h 16 min (DVD)